# 科瓦利夫卡 (克拉斯諾庫特西克區)
49°56′16″N 34°59′28″E / 49.93778°N 34.99111°E
科瓦利夫卡（烏克蘭語：Ковалівка）是位於烏克蘭東部的村莊，由哈爾科夫州博霍杜希夫區的克拉斯諾庫特斯克市鎮負責管轄。該村始建於1911年，面積3.69平方公里，海拔高度105米，2001年人口189，人口密度每平方公里51.3人。